# Macchia (personaggio)
La Macchia (Spot), il cui vero nome è Jonathan Ohnn, è un personaggio dei fumetti statunitensi pubblicati da Marvel Comics, è un criminale al servizio di Kingpin.

## Biografia

### Le origini
Scienziato al servizio del crimine, il dottor Jonathan Ohnn fu incaricato da Kingpin di trovare un modo per replicare i poteri del vigilante Cloak, lavorando fino allo stremo riuscì a creare un portale verso la dimensione oscura, fonte dei poteri dell'eroe incappucciato, però un calo di tensione creò una fluttuazione del portale e Ohnn, timoroso di perdere la sua unica occasione di successo, vi entrò svenendo per lo shock. Ripresosi dallo svenimento, lo scienziato si ritrovò in una dimensione a pois, fatta di luce e ombra che formava numerosi portali, galleggiando nel vuoto nuotò verso uno di essi e lo imboccò, ritornando nel suo laboratorio. Risvegliatosi, Ohnn scoprì che nel passaggio attraverso le dimensioni i varchi oscuri si erano stampati sul suo corpo dotandolo della capacità di sfruttarli a suo piacimento, convinto di essere imbattibile il neocriminale fronteggiò l'Uomo Ragno e la Gatta Nera, giunti per sfidare Wilson Fisk, e, contro tutte le aspettative, li sconfisse. Un secondo confronto terminò in maniera diversa, usando troppi varchi per attaccare Spidey il criminale rimase sguarnito di macchie in sua difesa e l'Arrampicamuri ne approfittò per stenderlo.

### Di fallimento in fallimento
Anni dopo, la Macchia si unisce a Kangaroo, Grizzly e Gibbon nel tentativo di ottenere vendetta contro Spidey, il gruppo, spietatamente soprannominato Legione dei Falliti, ha vita breve a causa delle divergenze di opinione tra i vari membri, Ohnn ed il collega australiano infatti credono in un approccio più violento e sono arrestati dal Tessiragnatele durante una rapina. Successivamente, l'ex scienziato è rapito da Gideon Trust che vuole sfruttare i suoi poteri per creare portali verso la Zona Negativa così da poterla saccheggiare. Incarcerato, aiuta ad evadere il criminale Lapide, il killer albino per tutto ringraziamento gli spezza il collo. Nonostante questo piccolo inconveniente, ricompare mesi dopo e si incontra con il viscido Slyde, entrambi, preoccupati per l'uccisione di molti criminali di bassa lega ad opera dell'Hydra, sono colti di sorpresa da Elektra, controllata dall'organizzazione terrorista, e uccisi. Sono resuscitati dalla Mano e usati nell'attacco all'eliveivolo S.H.I.E.L.D. durante il quale Ohnn è subito fermato da Wolverine. In seguito, si unisce alla gang criminale di Testa di Martello ma è nuovamente fermato da Iron Man e dallo S.H.I.E.L.D.. Dopo questa disavventura, si unisce al team creato da MODOK per rubare una potentissima arma ma tradisce il gruppo e consegna l'arma a Temugin, figlio del Mandarino, che disgustato dalla slealtà del criminale lo esilia nella dimensione a pois, luogo d'origine dei poteri di Ohnn. Per un po' il criminale tiene un basso profilo ma quando la mafia russa ferisce per sbaglio suo figlio Ohnn inizia a uccidere i malavitosi sovietici per vendetta, incrociando la sua strada con Spidey. Successivamente, entra tra le file del sindacato criminale di Hood, in realtà fa la spia per conto di Mister Negativo, in cambio il boss criminale gli ha promesso una cura per il suo stato. Fallito il suo tentativo di guarire, si unisce allo squadrone assoldato dal Dottor Octopus per rapire il bambino di Minaccia ma è catturato dall'Uomo Ragno; coinvolto in un altro rapimento, è fermato da Devil.

## Poteri e abilità
Usando i suoi poteri la Macchia può spostare se stesso o parti del suo corpo ovunque, attraversando la dimensione a pois per mezzo di varchi che può piazzare dove preferisce, anche a mezz'aria, e rendere della grandezza necessaria; il passaggio in questa dimensione potrebbe spiegare anche la sua resistenza alla morte. È in grado di tornare ad un aspetto umano richiamando tutte le macchie in un unico grande varco sul petto. Il suo metodo preferito d'attacco è circondare l'avversario con numerosi varchi attraverso i quali colpirlo.

## Altri media

### Cinema
La Macchia è apparso come antagonista principale nella trilogia cinematografica d'animazione dello Spider-Verse:
- Il personaggio fa un breve cameo muto nel film d'animazione Spider-Man - Un nuovo universo (2018).
- La Macchia appare come antagonista principale nei due film d'animazione Spider-Man: Across the Spider-Verse (2023) e Spider-Man: Beyond the Spider-Verse (2027).

### Televisione
- La Macchia appare in un episodio della serie animata Spider-Man - L'Uomo Ragno.
- La Macchia appare nella serie animata Spider-Man.

### Videogiochi
La Macchia appare in:
- Marvel: Sfida dei Campioni
- Marvel Future Fight